# Eduard Drach
Eduard Valeriyovych Drach (Dnipropetrovsk, 6 de abril de 1965) es un médico, cantante, poeta, Bandurista y compositor ucraniano, con una carrera musical desde 1988.

## Vida
Graduado en el Instituto de Medicina de Dnipropetrovsk (1988) y en la escuela de música para violín. 
Desde 1989 al 1993 vivió en Cherkasy y a partir de 1994 en Kiev. 
Artista y recreador del repertorio tradicional en la kobza, la bandura y la lira. 
Gran parte de su repertorio son poemas propios, sobre cosacos, lamentos, canciones piadosas, salmos y cánticos devotos, espirituales y letras seculares.

## Premios
- 1989, ganador de fiestas nacionales, incluyendo "Chervona Ruta 1989".
- 2007, tocó en la banda "Rutenia" como el guitarrista y vocalista ("zarza ardiente").
- 2009, recibió el título de "honrado trabajador de Cultura de Ucrania".